# کینان (مینه‌سوتا)
کینان (به انگلیسی: Keenan) یک منطقهٔ مسکونی در ایالات متحده آمریکا است که در Clinton Township واقع شده‌است. کینان ۲۰ نفر جمعیت دارد و ۴۱۳٫۰۱ متر بالاتر از سطح دریا واقع شده‌است.